# Welcome 外星人
《Welcome 外星人》（英語：MIB）是Channel V（台灣）播出的綜藝節目，於2009年7月20日開始播映。由台灣知名主持人蔡康永加上Lollipop F成員威廉及阿緯一同主持。節目邀請各地有特異才藝的人上來表演。

## 節目介紹
節目以外星人為包裝題材，每集請來不同的外星嫌疑人(疑似擁有特異才藝的人)來到外星人研究院表演，從而由嘉賓來判定他們是否外星人(即真正擁有特異才藝的人)。
如判定其為外星人，將要求其立即搭乘光速太空船離開地球，返回外星，以免危害人類；相反，如判定其不是外星人，便需要接受閃光掃描，消除剛剛所有記憶，才能離開研究院（錄影棚）。
而在進行掃描的期間，需要講出一句口號才能進行掃描：「閃光之後你會忘記發生了甚麼事情，本單位並不存在，好好過你自己的日子吧！」

## 節目列表

### 7月份
| 集數 | 首播日期 | 外星嫌疑犯                      | 地球 陪審團                                                       | 外星 陪審團 | 外星人                     | 附註                                |
| 01   | 7月20日  | 慧慈、強強、ANDY                | LEO@CIRCUS、巧克力、 KID@CIRCUS、任爸                             | WATER鐘     | 慧慈                       | - Welcome外星人 正式開播            |
| 02   | 7月21日  | 郝娟娟、L、 林士淵、許氏家庭    | 小馬@CIRCUS、VICKY、 LEO@CIRCUS、巧克力                           | WATER鐘     | 郝娟娟、 林士淵、 許氏家庭 |                                     |
| 03   | 7月22日  | 福兒、橘子、薔薔                | EASON@CIRCUS、廖輝英、 小馬@CIRCUS、巧克力                        | WATER鐘     | 薔薔                       |                                     |
| 04   | 7月23日  | 李聖堂、秋萍、沈玉琳            | （第一位外星嫌疑犯）： CIRCUS、王思佳、 郭鑫、任爸                | WATER鐘     | 秋萍                       |                                     |
| 04   | 7月23日  | 李聖堂、秋萍、沈玉琳            | （第二位外星嫌疑犯起）： EASON@CIRCUS、史丹利、 小馬@CIRCUS、瑤瑤 | HAPPY甄     | 秋萍                       |                                     |
| 05   | 7月27日  | 小白、眭澔平、 外星嫌疑交通工具 | （第一位外星嫌疑犯）： EASON@CIRCUS、史丹利、 小馬@CIRCUS、瑤瑤   | HAPPY甄     | 所有 "嫌疑犯"              | - 証人：江晃榮                      |
| 05   | 7月27日  | 小白、眭澔平、 外星嫌疑交通工具 | （第二位外星嫌疑犯）： CIRCUS、王思佳、 任爸、郭鑫                | WATER鐘     | 所有 "嫌疑犯"              | - 証人：江晃榮                      |
| 05   | 7月27日  | 小白、眭澔平、 外星嫌疑交通工具 | （第三位外星嫌疑犯）： KID@CIRCUS、杜偉莉、 小馬@CIRCUS、瑤瑤     | ICE NO      | 所有 "嫌疑犯"              | - 証人：江晃榮                      |
| 06   | 7月28日  | 杜莉德、烏鴉、APPLE             | （第一位外星嫌疑犯起）： EASON@CIRCUS、瑤瑤、LEO@CIRCUS、陳皇光   | ICE NO      | 杜莉德                     | - 烏鴉 攜同寵物 萬寶龍 參與本集拍攝 |
| 06   | 7月28日  | 杜莉德、烏鴉、APPLE             | （第三位外星嫌疑犯）： LEO@CIRCUS、彎彎、 KID@CIRCUS、陳安儀      | 拷貝輝      | 杜莉德                     | - 烏鴉 攜同寵物 萬寶龍 參與本集拍攝 |
| 07   | 7月29日  | 萱萱、寶貝龍、喵喵、邱華忠      | （第一位外星嫌疑犯）： EASON@CIRCUS、瑤瑤、 LEO@CIRCUS、陳皇光    | ICE NO      | 萱萱                       |                                     |
| 07   | 7月29日  | 萱萱、寶貝龍、喵喵、邱華忠      | （第二位外星嫌疑犯起）： LEO@CIRCUS、彎彎、 KID@CIRCUS、陳安儀    | 拷貝輝      | 萱萱                       |                                     |
| 08   | 7月30日  | KK、黃韾儀、小蝦                | （第一位外星嫌疑犯）： KID@CIRCUS、杜偉莉、 小馬@CIRCUS、瑤瑤     | ICE NO      | 所有 "嫌疑犯"              | - 証人：黃威翔                      |
| 08   | 7月30日  | KK、黃韾儀、小蝦                | （第二位外星嫌疑犯起）： CIRCUS、王思佳、 郭鑫、任爸              | WATER鐘     | 所有 "嫌疑犯"              | - 証人：黃威翔                      |

### 8月份
| 集數 | 首播日期 | 主題                     | 外星嫌疑犯                                 | 地球 陪審團                                   | 外星 陪審團 | 外星人                       | 附註                                   |
| 09   | 8月3日   |                          | 駱學凱、蔡幸妤、侯修煒                     | LEO@CIRCUS、宋新妮、 小馬@CIRCUS、陳美齡      | WATER鐘     | 蔡幸妤、 侯修煒              |                                        |
| 10   | 8月4日   |                          | 馬國賢、林佳俊、賴志明                     | EASON@CIRCUS、宋新妮、 KID@CIRCUS、鮪魚@Choc7 | WATER鐘     | 馬國賢                       |                                        |
| 11   | 8月5日   |                          | 朱峻偉、乾禮良、方家柔、 七彩雞蛋          | LEO@CIRCUS、汪建民、 小馬@CIRCUS、瑤瑤        | OPEN鐘      | 乾禮良、 方家柔、 七彩雞蛋   |                                        |
| 12   | 8月6日   |                          | 一劍浣春秋、蔡任圃、A-YA                   | EASON@CIRCUS、GIGI、 KID@CIRCUS、阿本@Choc7   | WATER鐘     | 蔡任圃、 A-YA                |                                        |
| 13   | 8月10日  | 讓男友哀嚎的壞女友       | 璐潔、莎莎、KANA、 小影、COCO              | LEO@CIRCUS、范瑋琪、 小馬@CIRCUS、阿本@Choc7  | WATER鐘     | KANA、COCO                   | - 由本集起，每集節目均設有一個特定主題 |
| 14   | 8月11日  | 他們都是自拍界的狠角色   | CHERRY、西瓜、NAOMI、 小勇、翔翔、KYOKO    | 黃小柔、宋新妮、 GIGI、余果棟                 | WATER鐘     | 西瓜、 翔翔                  |                                        |
| 15   | 8月12日  | 不可思議地球人的夜生活   | VIVI、美樂蒂、欣妹、 KAYLIE、小麥          | 阿本@Choc7、GIGI、 小馬、柯以柔               | HAPPY鐘     | 小麥                         |                                        |
| 16   | 8月13日  | 她們不愛同種族只愛外國人 | JADE、VANESSA、TRACY、小綺、九萬           | 阿本@Choc7、小優、汪建民、黃小柔              | HAPPY鐘     | 小綺、黃小柔                 |                                        |
| 17   | 8月17日  |                          | MONO、李峰維、吳淑惠                       | 薇如、小馬@CIRCUS、 KID@CIRCUS、瑤瑤          | HAPPY鐘     | MONO、李峰維                 |                                        |
| 18   | 8月18日  |                          | 文兒、小遊、小周、蜜袋鼯                   | 大嘴巴、黃小柔、LEO@CIRCUS、KID@CIRCUS        | HAPPY鐘     | 文兒、小遊                   |                                        |
| 19   | 8月19日  |                          | 高智亮、王建鈞、廖宜壹、珮珮               | LEO@CIRCUS、小馬@CIRCUS、GIGI、黃小柔         | HAPPY鐘     | 高智亮、王建鈞、廖宜壹、珮珮 |                                        |
| 20   | 8月20日  | 他們真的都是高中生?!     | 冠蓁、小卓、玖美子、球球、小渝             | 沈玉琳、鮪魚@Choc7、黃小柔、何嘉文            | ICE NO      | 小卓                         |                                        |
| 21   | 8月24日  | 她們怎麼可能是同一個人!? | 君君、純純、果凍妞、寶寶、葵娜             | LEO@CIRCUS、小馬@CIRCUS、GIGI、杜詩梅         | ICE NO      | 葵娜                         |                                        |
| 22   | 8月25日  | 萬事靠父母的高中生?!     | 白白、小小、米米、詳爺、理奇               | KID@CIRCUS、小馬@CIRCUS、宋新妮、GIGI         | HAPPY甄     | 米米                         |                                        |
| 23   | 8月26日  | 熱愛血腥暴力的美少女?!   | 小O、小下、月餅、小容、ANGELA              | KID@CIRCUS、LEO@CIRCUS、瑤瑤、RUBY            | OPEN鐘      | 月餅                         |                                        |
| 24   | 8月27日  | 運動高手也曾體弱多病?!   | TEDDY、顏崇珉、謝盛文、小范                | 阿本@Choc7、張克帆、黃小柔、瑤瑤              | HAPPY甄     | 謝盛文                       |                                        |
| 25   | 8月31日  | 山寨版明星大集合!        | 彬彬、小曹、小黑、大東、MIKIYO、小瑾、毛毛 | 鮪魚@Choc7、汪建民、何嘉文、瑤瑤              | WATER帆     | 大東                         |                                        |

### 9月份
| 集數 | 首播日期 | 主題                     | 外星嫌疑犯                                     | 地球 陪審團                                                          | 外星 陪審團 | 外星人                 | 附註                                         |
| 26   | 9月1日   | 宅男宅女都在搞什麼?!     | 啾喜、小盧、刺刺、華仔、娜美                   | 小卓、艾斯、忠瀚、君君、玖美子、白白、LEO@CIRCUS、EASON@CIRCUS       | HAPPY樺     | 華仔                   |                                              |
| 27   | 9月2日   |                          | 林金鍊、LINA、陳國華、小鬼                     | KID@CIRCUS、LEO@CIRCUS、宋新妮、瑤瑤                                 | WATER帆     | 林金鍊、小鬼           |                                              |
| 28   | 9月3日   |                          | 李建勳、李祐慈、陸薇年、哈士奇                 | LEO@CIRCUS、小馬@CIRCUS、GIGI、沈玉琳                                | HAPPY均     | 李建勳、李祐慈、陸薇年 |                                              |
| 29   | 9月7日   |                          | ROGER、曾映蓉、歐小羊、劉康毅                  | LEO@CIRCUS、KID@CIRCUS、馬國畢、瑤瑤                                 | HAPPY鐘     | 曾映蓉                 |                                              |
| 30   | 9月8日   | 新生代台客台妹跳出來!    | 小右、LEAH、明鴻、MOMO、拉麵                   | 鮪魚@Choc7、瑤瑤、政哲、艾斯、異民、彥評、白白、小汝                 | WATER鐘     | MOMO                   |                                              |
| 31   | 9月9日   | 花錢不眨眼的敗金女!      | 格格、YUI、KITTY、小梅子、MIRANDA              | 小CALL、葡萄姊姊、何妤玟、汪建民                                     | WATER鐘     | 小梅子                 |                                              |
| 32   | 9月10日  | 他們絞盡腦汁就發明這個?! | 魏吉村、宋祥瑋、黃恩典、王振翊、陳專群         | KID@CIRCUS、小馬@CIRCUS、林楷奇、陳伯任、郭彥笙、ANGEL、MELODY、愛玉 | HAPPY鐘     | 魏吉村                 |                                              |
| 33   | 9月14日  |                          | 歡歡、AKI、千千、子瑄                          | LEO@CIRCUS、高子翎、依宸、林典璋、吳翔震、陳柏任                     | HAPPY鐘     | AKI、子瑄              | - 阿緯V.S.威廉外星PK賽 - 阿緯以2:1勝出       |
| 34   | 9月15日  |                          | 喜多、小乖、小萌、韋伶、RAVA、勝亮、花花、詩詩 | 賴薇如、錢人豪、雷瑞儀、芽芽、高子翎、林典璋                         | HAPPY鐘     | 喜多、RAVA、勝亮、詩詩 | - 阿緯V.S.威廉第二次外星PK賽 - 阿緯以2:1勝出 |
| 35   | 9月16日  | 任勞任怨的丫鬟&僕人?!    | 小Mei、牛牛、小嘎、柚子、CHO爺、JJ、愛笑、糖糖 | 沈玉琳、王瀅、郭彥笙、林楷奇、ANGEL、MELODY、愛玉                    | HAPPY鐘     | 小嘎、柚子             |                                              |
| 34   | 9月17日  |                          | 小花、小蛇、CELINE、YURRY                      | 林典璋、郭彥笙、林楷奇、高子翎、ANGEL、豆花                          | HAPPY NO    | 小蛇、YURRY            | - 阿緯V.S.威廉第三次外星PK賽 - 阿緯以2:1勝出 |
| 35   | 9月21日  |                          | 小YU、婷婷、融融、印度                         | 林典璋、郭彥笙、林楷奇、高子翎、MELODY、豆花                         | HAPPY NO    | 婷婷、融融             | - 阿緯V.S.威廉第四次外星PK賽 - 威廉以2:1勝出 |
| 35   | 9月22日  | 超迷你的哈比美女!        | 溫妮、TACO、雅淇、蘇芽、奶精、小圈             | 王尹平、小CALL、LEO@CIRCUS、EASON@CIRCUS                             | WATER帆     | 溫妮                   |                                              |
| 36   | 9月23日  | 這些女孩瘋狂執著選美?!   | 陳怡文、賴盈均、賴思蒨、曾佩瑛、瑤瑤           | 小馬@CIRCUS、KID@CIRCUS、宋新妮、柯以柔                              | WATER帆     | 陳怡文                 |                                              |
| 37   | 9月24日  | 挑戰尺度大膽愛露女       | IRENE、SHIORI、NICOLE、JESSICA、牛奶           | 張善為、豆花、高子翎、芽芽、郭彥笙、花太郎、李承叡                   | HAPPY甄     | 牛奶                   |                                              |
| 38   | 9月28日  | 月入百萬的多金美女       | 筱涵、SI JUN、凱玲、文迪                       | 林典璋、林楷奇、全孝勤、ANGEL、MELODY、豆花                          | HAPPY NO    | 筱涵、凱玲             | - 阿緯V.S.威廉第五次外星PK賽 - 威廉以2:1勝出 |
| 39   | 9月29日  |                          | 小嘉、RYAN、大東、吉祥                         | 王文哲、花太郎、林楷奇、高子翎、豆花妹、芽芽                         | HAPPY甄     | RYAN、吉祥             | - 阿緯V.S.威廉第六次外星PK賽 - 兩人打成平手  |
| 40   | 9月30日  |                          | X-JABAR、饅頭、MICO、莊明達                    | 阿本@Choc7、汪建民、賴薇如、瑤瑤                                     | HAPPY鐘     | X-JABAR、饅頭          |                                              |

### 10月份
| 集數 | 首播日期 | 主題                 | 外星嫌疑犯                                                      | 地球 陪審團                                       | 外星 陪審團 | 外星人           | 附註                                                                     |
| 41   | 10月1日  | 風靡學生界的美女老師 | JOY、張家暐、VICNI、LULU、JOURLY                                | 路嘉怡、王文哲、林楷奇、陳柏任、ANGEL、豆花、依宸 | HAPPY NO    | JOY              |                                                                          |
| 42   | 10月5日  |                      | 亭婷、QUEENIE、妞妞、蕃茄                                       | 郭彥笙、花太郎、陳柏任、ANGEL、豆花、君君         | WATER鐘     | QUEENIE、妞妞    | - 阿緯V.S.威廉目不轉睛外星PK賽 - 威廉以2:1勝出                           |
| 43   | 10月6日  |                      | 聖傑、阿湯、ALLEN、立帆                                         | 郭彥笙、花太郎、陳柏任、ANGEL、豆花、君君         | WATER鐘     | 立帆             | - 阿緯V.S.威廉鎮店帥哥外星PK賽 - 兩人打成平手                            |
| 44   | 10月7日  | 工人界的優質帥哥!    | 小羅、小楊、阿嘉、小傳、NELSON                                  | 郭彥笙、花太郎、吳震、ANGEL、豆花、MELODY         | HAPPY鐘     | 小羅             |                                                                          |
| 45   | 10月8日  |                      | 奶茶、李芃莛、杜胖、小叮噹                                      | 郭彥笙、花太郎、吳震、ANGEL、豆花、MELODY         | HAPPY鐘     | 奶茶、杜胖       | - 阿緯V.S.威廉不合常理PK賽 - 威廉以3:0勝出                               |
| 45   | 10月12日 | 他們真的只是純友誼?! | MORNING、宇麒、肉包、宇智、MINI、蔡政霖、奶油、迪西、小佑、泡泡 | 郭彥笙、陳柏任、林翰、君君、豆花、ANGEL           | HAPPY NO    | 肉包、宇智       |                                                                          |
| 46   | 10月13日 | 擁有異常煩惱的高中生 | 西瓜、小麥、小野、凱信、曼君                                    | 郭彥笙、陳柏任、林翰、君君、豆花、依宸            | HAPPY NO    | 凱信             |                                                                          |
| 47   | 10月14日 |                      | 秀珍、秋美、小彤、欣欣、JIMMY、DANIEL、                         | 郭彥笙、吳震、楊志堯、高子翎、豆花、MELODY        | WATER帆     | 秀珍、小彤、欣欣 | - 阿緯V.S.威廉不可思議PK賽 - 阿緯以2:1勝出                               |
| 48   | 10月15日 |                      | 蜻蜓、林靜宜、雅雅、壁妃、                                      | 郭彥笙、吳震、楊志堯、高子翎、豆花、MELODY        | WATER帆     | 林靜宜、雅雅     | - 阿緯V.S.威廉超MAN正妹PK賽 - 阿緯以2:1勝出 - Welcome外星人 播出最後一集 |

## 作品的變遷
| Channel [V]娛樂台 星期一至四 23:00 - 00:00 | Channel [V]娛樂台 星期一至四 23:00 - 00:00 | Channel [V]娛樂台 星期一至四 23:00 - 00:00 |
| ------------------------------------------ | ------------------------------------------ | ------------------------------------------ |
|                                            | Welcome 外星人 （2009.07.20 - 2009.10.15） |                                            |
| 模范棒棒堂 （2006.08.14 - 2009.07.16）     | CIRCUS ACTION （2009.10.19 - 2009.11.05）  |                                            |

| FOX娛樂台 星期一至五 21:00 - 22:00 | FOX娛樂台 星期一至五 21:00 - 22:00                             | FOX娛樂台 星期一至五 21:00 - 22:00 |
| ---------------------------------- | -------------------------------------------------------------- | ---------------------------------- |
|                                    | Welcome 外星人 （2009.10.16 - 2012.11.07）                     |                                    |
| 泡菜粉絲俱樂部                     | 我愛黑澀棒棒堂 （2012.11.08 - 2013.） 星期一至五 21:00 - 22:00 |                                    |